# منطقة مكة المكرمة
منطقة مكة المكرمة هي إحدى المناطق الإدارية بالمملكة العربية السعودية ومقر إمارتها مدينة مكة المكرمة ويتولى إمارتها الأمير خالد بن فيصل بن عبد العزيز آل سعود منذ عام (2007م - 1428هـ). وهي ثاني أكثر مناطق السعودية في عدد السكان، إذ يقطنها نحو 24.9% من مجمل سكان المملكة. وتشتهر مكة بـ الكعبة المشرفة والتي يزورها سنويا ما يفوق 20 مليون زائر منهم حجاج ومعتمرين وسائحين.

## السكان
تعتبر منطقة مكة المكرمة ثاني أكثر مناطق المملكة من حيث الكثافة السكانية بعد منطقة الرياض حسب تعداد السعودية 2022، ويبلغ إجمالي عدد سكان منطقة مكة المكرمة (8,021,463) نسمة، منهم (4,153,723) نسمة من المواطنين السعوديين، و(3,867,740) نسمة من المقيمين غير السعوديين، بحسب البيانات الصادرة من الهيئة العامة للإحصاء لعام (2022)م.

## إمارة المنطقة
إمارة منطقة مكة المكرمة أنشئت عام 1344هـ أثناء توحيد المملكة العربية السعودية وتتبع الإمارة لوزارة الداخلية السعودية ومقرها الآن هو مكة المكرمة.
- الأمير خالد بن فيصل بن عبد العزيز آل سعود أمير منطقة مكة المكرمة (المرة الثانية).
- الأمير سعود بن مشعل بن عبد العزيز آل سعود نائب أمير منطقة مكة المكرمة.[7]

## مهام الإمارة
- تمثيل خادم الحرمين الشريفين في المنطقة.
- التأكد من تحقيق سير العدالة في المنطقة.
- العمل على حفظ الأمن في المنطقة.
- العمل على توفير كافة الخدمات لمواطني المنطقة بالتعاون والتنسيق مع الجهات الحكومية والمشاركة في مراحل التخطيط لكافة الخدمات .
- التأكد من كفاءة وفاعلية الخدمات التي تقدم لمواطني المنطقة، والعمل على تحسين وتطوير تقديم تلك الخدمات .
- تلقي شكاوي واستدعاءات المواطنين والنظر في أمورهم والعمل على تلبية مطالبهم وحل مشكلاتهم.

## أمراء مكة المكرمة منذ تأسيس المملكة
- الشريف خالد بن لؤي [8]
- الملك فيصل بن عبد العزيز آل سعود
- الأمير متعب بن عبد العزيز آل سعود
- الأمير عبد الله بن سعود بن عبد العزيز آل سعود
- الأمير مشعل بن عبد العزيز آل سعود
- الأمير فواز بن عبد العزيز آل سعود
- الأمير ماجد بن عبد العزيز آل سعود
- الأمير عبد المجيد بن عبد العزيز آل سعود
- الأمير مقرن بن عبد العزيز آل سعود نائبا للحج إبان مرض الأمير عبد المجيد بن عبد العزيز
- الأمير خالد بن فيصل بن عبد العزيز آل سعود
- الأمير مشعل بن عبد الله بن عبد العزيز آل سعود
- الأمير خالد بن فيصل بن عبد العزيز آل سعود (للمرة الثانية).

## المحافظات

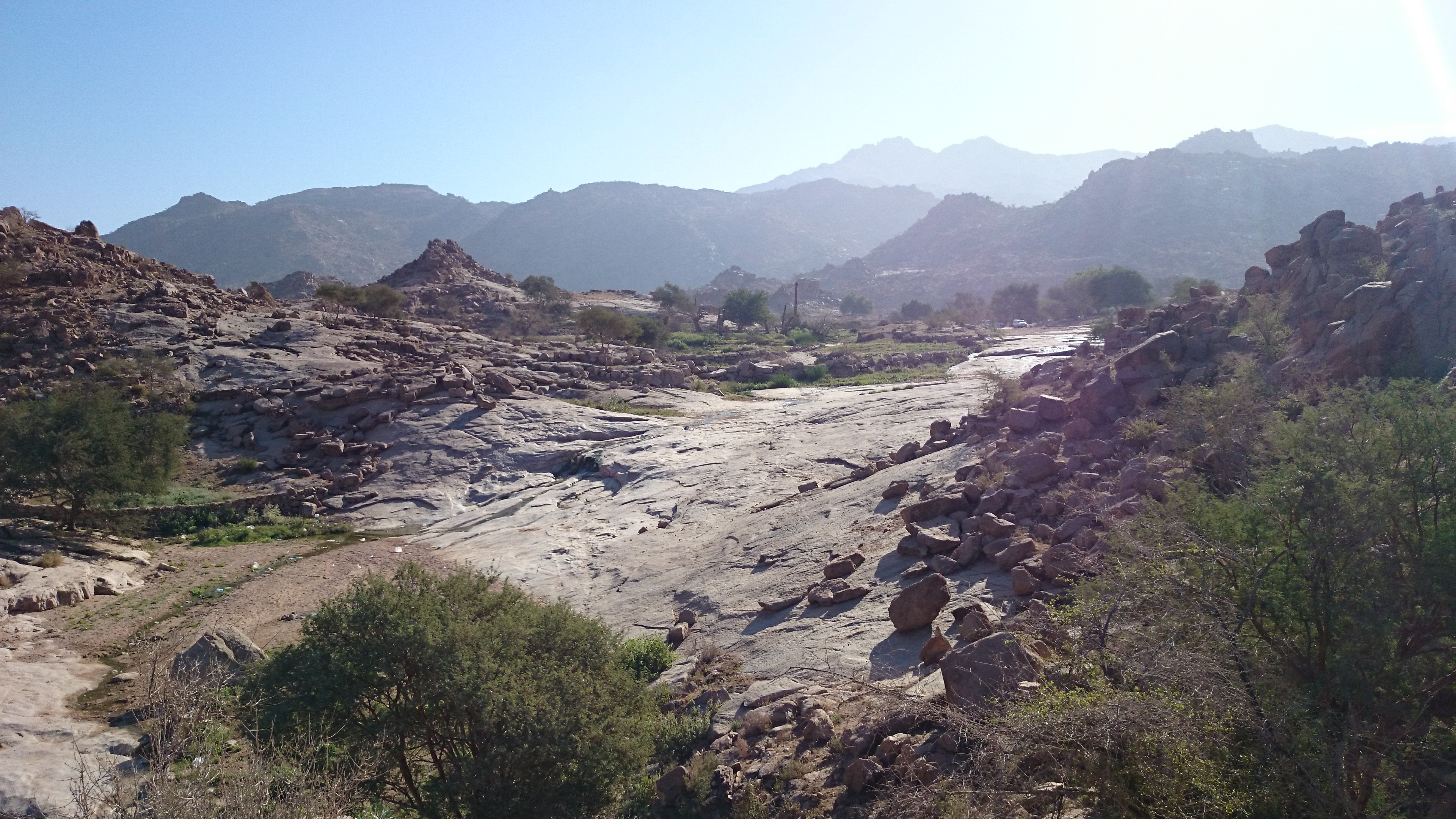
خشعة الجوابرة

تتألف منطقة مكة المكرمة من سبعة عشر محافظة وهي:
- محافظة العاصمة المقدسة: هي مقر الأمارة وتقع في الجزء الغربي لمنطقة مكة المكرمة. ويتبع لها سبعة مراكز، هي: المضيق، الزيمـة، المطارفة، جعرانة، البجيدي، بني عمير، وادي نخلة.[9]
- محافظة جدة: تقع في الجزء الشمالي الغربي لمنطقة مكة المكرمة. ويتبع لها مركزين، هما: ذهبان وثول.[9]
- محافظة الطائف: تقع في وسط منطقة مكة المكرمة. ويتبع لها 18 مركزاً، هي: الشفا، الهدا، عشيرة، السيل الكبير، العطيف، المحاني، قيا، السديرة، الفيصلية، شقصان، ال مشعان، الحفائر، فيضة المسلح، الفريع، دغبج، العقيق، وادي كلاخ، العائد.[9]
- محافظة رابغ: تقع في الجزء الشمالي الغربي لمنطقة مكة المكرمة. ويتبع لها خمسة مراكز، هي: رابغ، النويبع، الإبواء، مستورة، القضيمة.[9]
- محافظة الكامل: تقع في الجزء الشمالي الغربي لمنطقة مكة المكرمة. ويتبع لها ثلاثة مراكز، هي: الغريف، الشرع، القعور.[9]
- محافظة القنفذة: تقع في الجزء الجنوبي لمنطقة مكة المكرمة. ويتبع لها 10 مراكز، هي: القوز، دوقة، المضيلف، حلى، خميس حرب، سبت الجارة، وثلاثاء الخرم، أحد بنى زيد، كنانة خميس حرب، الرايم.[9]
- محافظة تربة: تقع في الجزء الجنوبي الشرقي لمنطقة مكة المكرمة. ويتبع لها تسعة مراكز، هي: الحشرج، شعر، القوامة، العرقين، العصلة، الخضيراء، العلبة، الخالدية، العلاوة.[9]
- محافظة الليث: تقع في الجزء الجنوبي الغربي لمنطقة مكة المكرمة. ويتبع لها 10 مراكز، هي: الشواق، غميقة، مجمع الطرق، السعدية، سعيا، يلملم، جذم، الغريف، الشرع، القعور.[9]
- محافظة الجموم: تقع في الجزء الغربي لمنطقة مكة المكرمة. ويتبع لها تسعة مراكز، هي: الريان، عسفان، مدركة، هدى الشام، رهـاط، عين شمس، الفوارة (بني مسعود)، القفيف.[9]
- محافظة خليص: تقع في الجزء الشمالي الغربي لمنطقة مكة المكرمة. ويتبع لها ثمانية مراكز، هي: ستاره، الضبية والجمعة، وادي قديد، وادي الخور، أم الجرم، البرزة، حشاش، السهم.[9]
- محافظة أضم: تقع في الجزء الجنوبي لمنطقة مكة المكرمة. ويتبع لها أربعة مراكز، هي: سوق العين، الجائزة، المرقبان، وادي حقال.[9]
- محافظة الخرمة: تقع في الجزء الشرقي لمنطقة مكة المكرمة. ويتبع لها أربعة مراكز، هي: الخرمة ، الغريف، أبو مروة ، وظليم.[9]
- محافظة رنية: تقع في الجزء الجنوبي الشرقي لمنطقة مكة المكرمة. ويتبع لها سبعة مراكز، هي: العفيرية، العويلة، الغافة، الأملح، حداء، ورشة، خدان.[9]
- محافظة العرضيات: تقع في الجزء الجنوبي لمنطقة مكة المكرمة. ويتبع لها ستة مراكز، هي: العرضية الشمالية، العرضية الجنوبية، الويد، قنونا، الرايم، حلحال.[9]
- محافظة المويه: تقع في الجزء الشمالي لمنطقة مكة المكرمة. ويتبع لها 16 مراكز، هي: ظلم، أم الدوم، رضوان، الزربان، الرويليه والصهلوج، الراغية، الركنه، دغيبجة، مشاش الطارف، العوالي، الرفايع، المزيرعة، الحفر، البحرة، النصائف، مران، ملحة.[9]
- محافظة ميسان: تقع في الجزء الجنوبي لمنطقة مكة المكرمة. ويتبع لها سبعة مراكز، هي: بني سعد، حداد بني مالك، القريع بني مالك، ترعة ثقيف، ميسان، الصور، أبوراكه.[9]
- محافظة بحرة: تقع في الجزء الغربي لمنطقة مكة المكرمة. ويتبع لها أربعة مراكز، هي: أم الراكة، الشعيبة، دفـاق، البيضاء.[9]

## معرض الصور

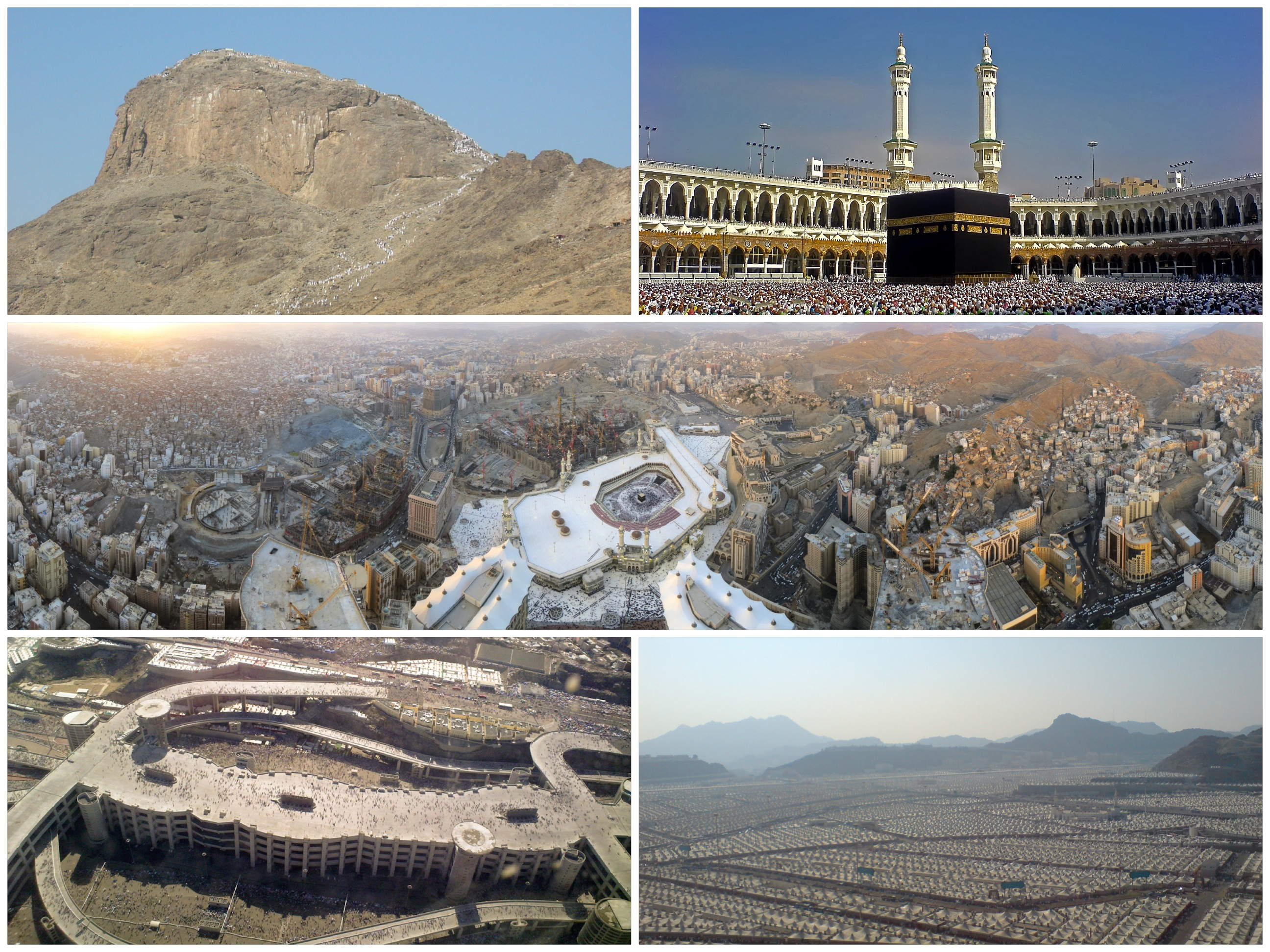
معالم من مكة (العاصمة المقدسة)
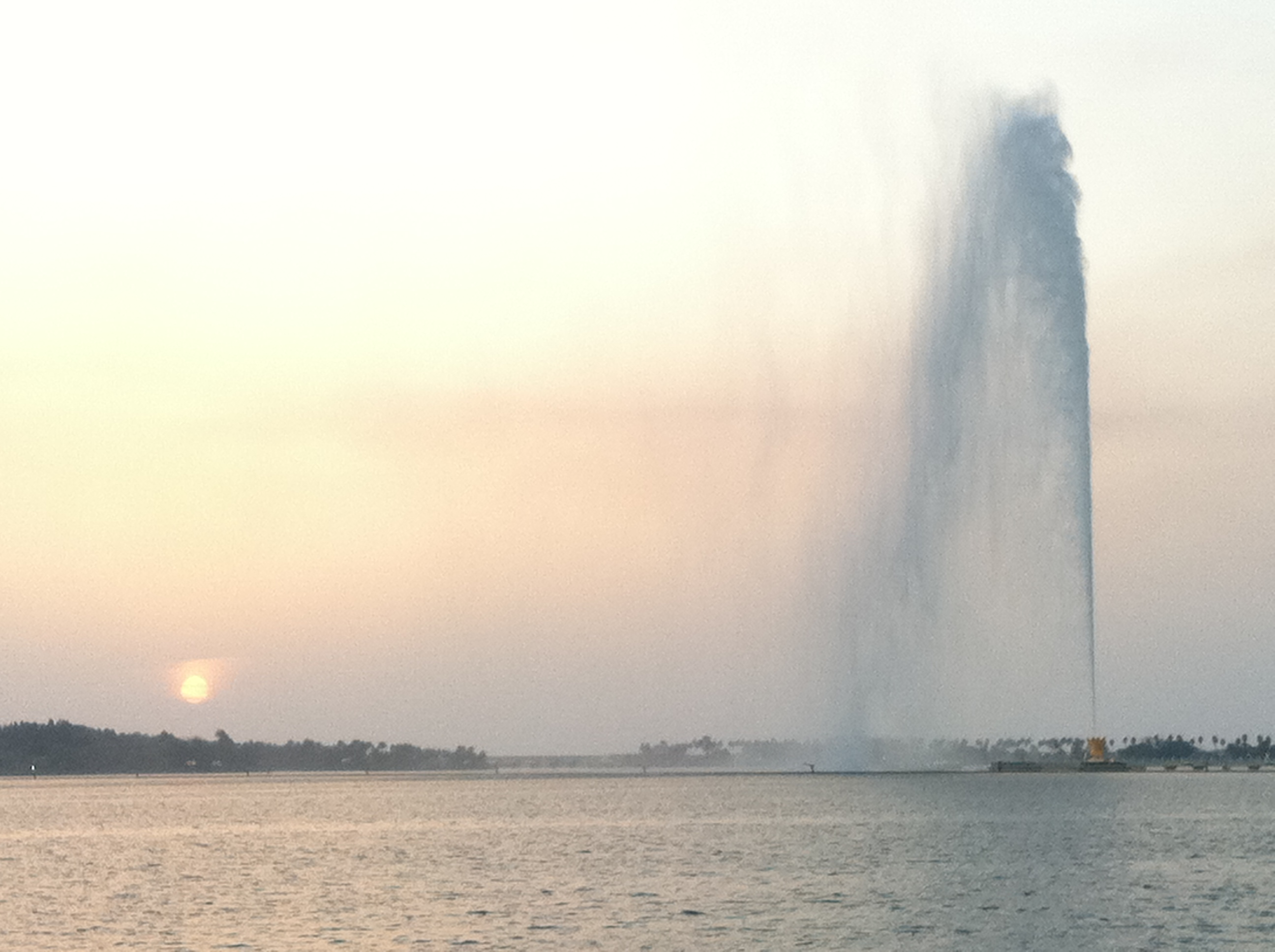
محافظة جدة
محافظة رابغ
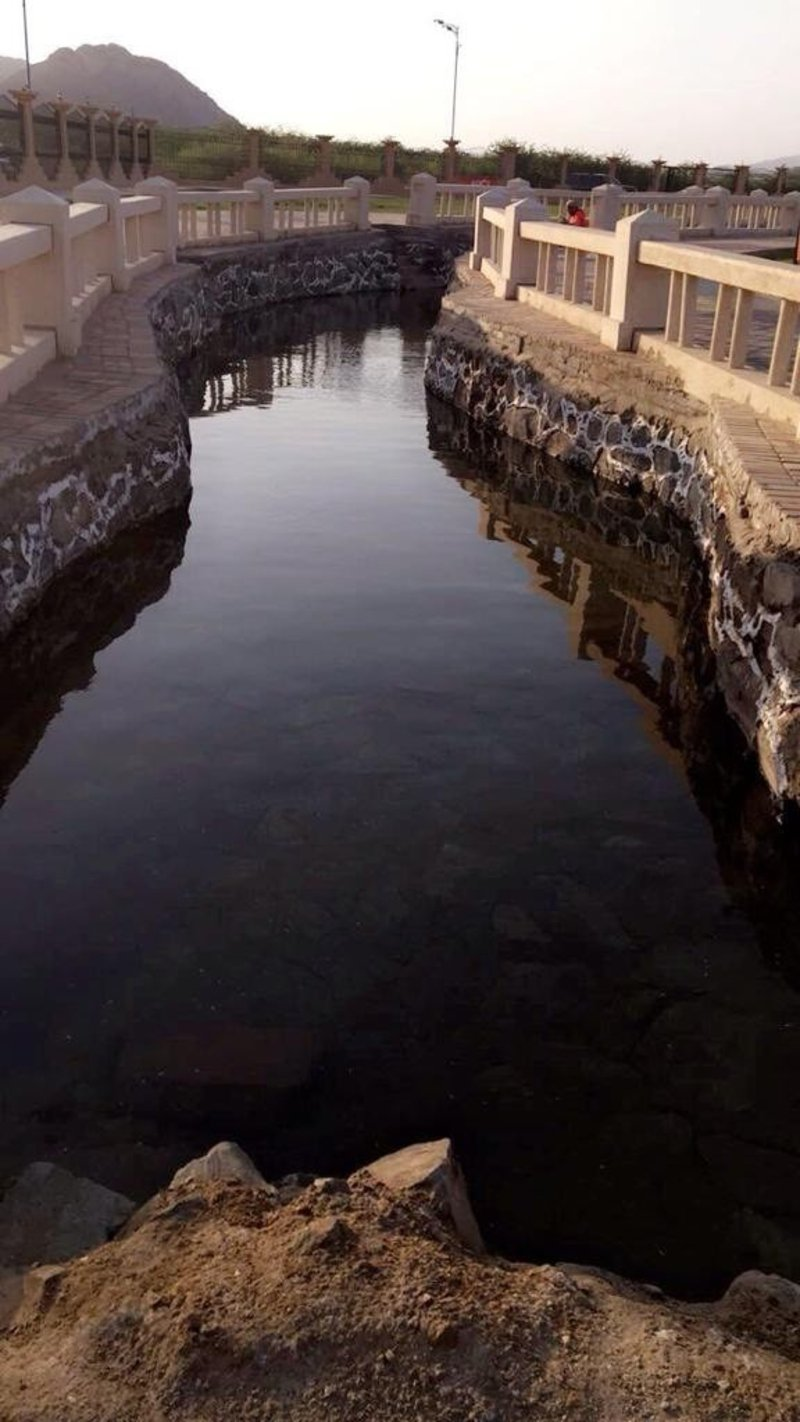
العين الحارة في محافظة الليث
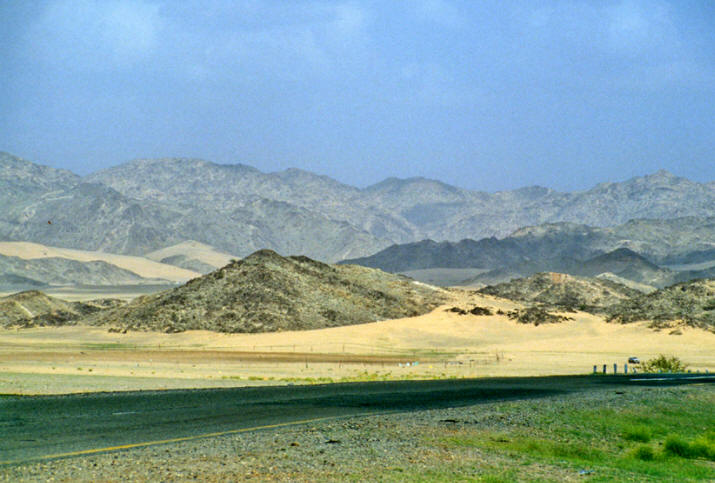
محافظة الطائف

## وصلات الخارجية
- إمارة مكة المكرمة
- أمانة العاصمة المقدسة
- أمانة محافظة جدة
- أمانة الطائف